# Perdita arnaudi
Perdita arnaudi är en biart som beskrevs av Timberlake 1958. Perdita arnaudi ingår i släktet Perdita och familjen grävbin. Inga underarter finns listade i Catalogue of Life.